# Ganganereis sootai
Ganganereis sootai är en ringmaskart som beskrevs av Misra 1999. Ganganereis sootai ingår i släktet Ganganereis och familjen Nereididae. Inga underarter finns listade i Catalogue of Life.